# Catrine Gryholt
Catrine Gryholt Larsen (født 16. marts 1993 i Taastrup) er en kvindelig dansk fodboldspiller, der spiller i forsvaret for FC Nordsjællands kvindehold i Gjensidige kvindeliga.

## Karriere

### Klubhold
Hun har tidligere spillet for Taastrup FC i Elitedivisionen og Greve Fodbolds kvindehold i 1. division. I sommeren 2019, skiftede hun så til FC Nordsjælland, hvor hun siden har haft en stor og central rolle på holdet. Hun er desuden holdets anfører og var med til at vinde bronze i ligaen og vinde Sydbank Kvindepokalen i 2020, i klubbens første sæson i landets bedste række Elitedivisionen.

### Landshold
Hun har tidligere optrådt for U/16-landsholdet tilbage i 2008, hvor hun nåede at spille 6 landskampe. Hun spillede desuden en enkelt landskamp for U/17-landsholdet, samme år.

## Meritter
- Sydbank Kvindepokalen:
  - Vinder (1): 2020
- Elitedivisionen:
  - Bronze (1): 2020